# Macrostylis metallicola
Macrostylis metallicola — вид рівноногих ракоподібних родини Macrostylidae. Описаний у 2020 році дослідниками з Гентського університету Торбеном Рілом і Бартом Де Сметом. Вид названо на честь американського рок-гурту Metallica.

## Поширення
Вид поширений на сході Тихого океану. Мешкає на дні глибоководної рівнини — зони Кларіон-Кліппертон, що розташована між Гавайськими островами і Мексикою на глибині 4-5 км серед покладів залізомарганцевих конкрецій.

## Опис
Тіло червоподібне, видовжене, завдовжки до 6,5 мм.